# 張恩華
張 恩華（ちょう おんか、Zhang Enhua、1973年4月28日 - 2021年4月29日）は、中国の元サッカー選手。元中国代表。ポジションはディフェンダー。

## 来歴
1995年に中国代表デビュー。AFCアジアカップ1996、AFCアジアカップ2000にも出場、2000年大会ではベスト4となった。出場機会は無かったが、2002 FIFAワールドカップのメンバーにも選ばれた。中国代表で通算64試合に出場、6得点をあげた。

## 代表歴

### 出場大会
- 中国代表
  - 2002 FIFAワールドカップ

### 試合数
- 国際Aマッチ 64試合 6得点（1995年-2002年）[1]

| 中国代表 | 国際Aマッチ | 国際Aマッチ |
| 年       | 出場        | 得点        |
| -------- | ----------- | ----------- |
| 1995     | 1           | 0           |
| 1996     | 7           | 2           |
| 1997     | 23          | 2           |
| 1998     | 14          | 0           |
| 1999     | 0           | 0           |
| 2000     | 12          | 1           |
| 2001     | 4           | 1           |
| 2002     | 3           | 0           |
| 通算     | 64          | 6           |